# Paulo César Lima
Paulo César Lima, també conegut com a Paulo César o Paulo César Caju, (Rio de Janeiro, 16 de juny de 1949) és un futbolista brasiler retirat de la dècada del 70.
La seva carrera esportiva es dividí entre diversos clubs del Brasil i de França, destacant el Botafogo, Flamengo, Marsella, Fluminense o Grêmio de Porto Alegre.
Amb la selecció del Brasil disputà 57 partits i marcà 10 gols. Participà en els Mundials de 1970 i 1974, en què aconseguí el campionat i la quarta posició respectivament.

## Palmarès
- Copa del Món de futbol: 1970 - Brasil
- Copa Intercontinental de futbol: 1983 - Grêmio
- Taça Brasil: 1968 - Botafogo
- Campionat carioca: 
  - 1967, 1968 - Botafogo
  - 1972, 1974 - Flamengo
  - 1975, 1976 - Fluminense
- Taça Guanabara: 1967, 1968 - Botafogo
- Campionat gáucho: 1979 - Grêmio
- Torneig de Ciutat de Mèxic: 1968 - Botafogo
- Copa Roca: 1971 - Brasil
- Torneig d'Estiu (Verão): 1972 - Botafogo
- Copa del Dia de la Independència del Brasil: 1972 - Botafogo
- Torneig de París: 1976 - Botafogo
- Copa Viña del Mar: 1976 - Botafogo
- Trofeu Colombino: 1980 - Vasco da Gama
- Bola de Prata (Placar): 1970, 1972, 1976, 1977
- Màxim golejador del campionat carioca: 1971